# Lepthyphantes nenilini
Lepthyphantes nenilini är en spindelart som beskrevs av Andrei V. Tanasevitch 1988. Lepthyphantes nenilini ingår i släktet Lepthyphantes och familjen täckvävarspindlar. Inga underarter finns listade i Catalogue of Life.